# Model prototypowy
Model prototypowy tworzenia oprogramowania polega na stworzeniu podczas projektowania prototypu w celu przedyskutowania oraz akceptacji z klientem. Po akceptacji prototypu przechodzi się do kolejnych etapów tworzenia oprogramowania. Prototypowanie zapobiega błędnemu zrozumieniu wymagań systemu, które może powodować wzrost kosztów, zwłaszcza w modelu kaskadowym.

## Zalety prototypowania
- Prototyp jest łatwy do zmiany
- Zwiększa zrozumienie programistów co do potrzeb klienta
- Pozwala klientowi zobaczyć jak mniej więcej system będzie wyglądał
- W zależności od rodzaju prototypu, może pozwalać rozpocząć szkolenie obsługi systemu po stronie klienta
- Redukcja kosztów

## Wady prototypowania
- Możliwość nieporozumień z klientem (klient widzi prawie gotowy produkt, który w rzeczywistości jest dopiero w początkowej fazie rozwoju)
- Wysoki koszt budowy systemu

## Rodzaje prototypów
- Zły system wykonany za pomocą modelu odkrywkowego, którym stosunkowo szybko się wykonuje
- Rozpisanie lub wizualizacja interfejsów na kartce
- Implementacja jedynie kilku modułów
- Użycie kreatorów w celu szybszego stworzenia interfejsów
- Implementacja metod działających jedynie w większości przypadków lub dla niektórych danych w celu pokazanie jedynie idei.